# Vi arbetar för livet
Vi arbetar för livet var en vandringsutställning som producerades av den statliga myndigheten Riksutställningar i samarbete med Liljevalchs konsthall. Den var en vidareutveckling av en konstutställning som visades på Liljevalchs 1980 där 26 kvinnliga konstnärer medverkade. Som mobil utställning besöktes fem orter i Sverige under åren 1981 och 1982.

## Bakgrund
Vi arbetar för livet kan sägas vara en sammanställning och fortsättning på 1970-talets kollektiva kvinnomanifestationer som till exempel Kvinnokulturfestivalen. Det rörde sig från början om en stationär konstutställning på tema kvinnligt bildspråk, som hittade sin form under tre års tid för att till sist bli en manifestation av 26 kvinnliga konstnärer. Verken utfördes i en blandning av olika tekniker, stilar och material vilket ledde till att gränserna mellan olika konstformer luckrades upp. Samarbetspartner var Liljevalchs konsthall, som fick sina lokaler fyllda av skulpturer, textilier, måleri och foton som visades upp på de flesta ytor som fanns tillgängliga – väggar, golv och tak. Här fanns teman i form av ”Satkärringar”, ”Hemma hos prinsessan Panik” och ”Skandal i konsthistorien”.

Författaren Barbro Werkmäster var invigningstalare på vernissagen 26 september 1980: 
Det finns likheter, men också skillnader mellan kämpande kvinnliga konstnärer förr och nu. Nu som då finns behovet att gå samman, eftersom kvinnan nu som då är nedvärderad, devalverad för att låna ett ord av Nina Karin Monsen. Nu som då söker vi stöd hos våra systrar även utanför Sveriges gränser, ett internationellt kontaktnät och samarbete växer fram./.../Vi säger inte ”titta vi är lika duktiga som männen”, vi säger ”här är jag, så här ser min verklighet ut. Detta är mitt verk, mina tankar, mina känslor, mina plågor, mina visioner, min historia, mina rötter, mina åldrar – min identitet”. Vi kvinnor är inte naturvarelser som man vill göra oss till utan samhällsvarelser, kulturvarelser. Vi formas och förändras i samspel med andra människor. Vi är komplexa och föränderliga.
Vi arbetar för livet hade efter sex veckor besökts av 32 500 personer. Framgången gjorde att de ansvarig kontaktade Riksutställningar för att se vilka möjligheter det fanns att förvandla Vi arbetar för livet till en vandringsutställning, så att fler, på andra ställen än Stockholm, skulle få möjlighet att ta del av upplevelsen.

## Tema
I sitt invigningstal av den fasta utställningen, Liljevalchs konsthall 1980, förklarade invigningstalaren Barbro Werkmäster tematiken och innehållet på följande vis:
/.../Vi arbetar för livet är en kollektiv manifestation. Den är en organisk fortsättning på andra kollektiva kvinnomanifestationer mycket direkt från kvinnokulturfestivalen på gamla riksdagshuset 1977 men också från Kvinnfolk 1975 (som en gång var tänkt att vara här) och Liv egen eget liv 1973. Den sällar sig till andra liknande utställningar utomlands, till exempel Women house i Los Angeles 1973. Som dessa bidrar den till att bekämpa och bryta ner hierarkier, genibegrepp, tekniksortering, dualistiskt synsätt. Kvinnors liv är både privat och socialt, våra erfarenheter splittras inte i skilda kategorier utan går in i varandra, berikar varandra./.../

### Vi arbetar för livetsåtta avdelningar
Vi arbetar för livet på rull bestod av en komprimerad version av utställningen på Liljevalchs konsthall, med samma tematik och verk av samma konstnärer. Turnéversionen bestod av åtta avdelningar och 26 namn:

#### Liv och död
- Ann Andrén-Karlström
- Kristina Thorman
- Veronica Nygren
- Barbro Hedström
- Lena Olsson

#### Satkäringar
- Lilian Ek
- Kerstin Boulogner

#### Rosa rummet
- Marie Nilsson
- Brita Olsson
- Ingrid Kentrschynsyj
- Kalina Levin

#### Rötter myter minnen
- Cilla Ericson
- Kerstin Abram-Nilsson

#### Hemma hos prinsessan Panik
- Gittan Jönsson
- Kristina Elander

#### Kretslopp
- Cina Gotby
- Anna Sjödahl

#### Skandal i konsthistorien
- Lotta Hagerman
- Ewy Palm

#### Hinder och visioner
- Lotti Malm
- Bitte Richardsson
- Eva Trolin
- Ulla Nordenskjöld
- Lea Ahmed
- Monika Nilsson
- Hjördis Tegsell

## Produktion
Riksutställningar stod nu inför utmaningen att ta sig an 500 kvadratmeter fast utställning och förvandla den till en betydligt mer kompakt, mobil version i byggsatsform. Utställningen skulle fungera att fraktas, plockas isär och monteras upp på ett smidigt sätt, men även passa de lokaler den skulle visas i på sin turné genom Sverige.

En bild av vad som väntade besökarna gavs av Riksutställningars tidning nummer 1 till 2, 2004. Här fanns en betraktelse över verket ”Prinsessan Panik”, som också kom att visas i utställningen Konstfeminism, producerad av Riksutställningar 2005.
I utställningen står den groteska Prinsessan Panik av konstnären Kristina Elander och visar alla tänderna i ett brett grin. Hon är bepansrad med kyskhetsbälte, har knallrosa kropp med spetsiga bröst och armar och ben som är så förkrympta att hon måste ha kryckor för att stå upprätt.

### Kompletterande arrangemang
På varje ort som besöktes planerades kringarrangemang på teman som passade Vi arbetar för livet. Publiken skulle bland annat få ta del av utställningar av lokala, kvinnliga konstnärer, men också olika program som belyste kvinnofrågor på seminarier, i film, teater och dans.

Innehållet skulle vara det samma på varje ort, men formen skulle variera, meddelade pressmaterialet:
/.../Formmässigt ny från ort till ort. I en sporthallsfoajé visas en utställning, på ett länsmuseum visas en annan.

### Katalog och affisch
Till Vi arbetar för livet producerades också en 20-sidig katalog (med omslag inräknat) med titeln: ”Vi arbetar för livet. Konstutställning av 26 konstnärinnor.”. Katalogens omslag var utställningens affischmotiv från 1981 av Kristina Elander.
Katalogen i A4-format trycktes i 2 000 exemplar. Affischen gjordes i två utföranden, 70 gånger 100 centimeter och 50 gånger 70 centimeter, tre färger, och i 2 000 exemplar vardera.

### Produktionsteamet
Bestod till stor del av konstnärerna själv, men också av fast personal från Riksutställningar och andra:
Utställning: Föreningen Vi arbetar för livet.
Producent och turnéläggare: Elisabeth Reslegård, som också deltagit i projektledningen, varit presskontaktsansvarig och programverksamhetsplanerare.
Projektledare: Lars Norlund.
Utställningsmodeller: Kristina Elander, Monika Nilsson, Bitte Richardsson, Ulla Nordenskjöld, Lotti Malm, Lea Ahmed.
Ateljéarbeten: Conny Bohman, Sven Beckman, Jane Bengtsson.
Byggen på plats: Conny Bohman, Bitte Richardsson, Ulla Nordenskjöld, Lotti Malm, Lea Ahmed.
Transporter: Sven-Olof ”Esso” Gunnarsson, Lars Samuelsson.
Vissa fotoarbeten: Karl-Olov Bergström.
Affisch och katalogomslag: Kristina Elander.
Katalog: Elisabeth Reslegård och Gittan Jönsson.
Kataloglayout: Gittan Jönsson.
Filmprogram: Bettan von Horn, Gunnel Lindqvist, Elisabet Reslegård.
Bildbandet ”Vi arbetar för livet” – skol- och studiematerial: Ewy Palm, Brita Olsson, Cina Gotby, Gittan Jönsson, Lilian Ek.
Planering och ledning av seminarier: Barbro Werkmäster, Anna-Lena Lindberg.

## Turné
Enligt pressmaterialet skulle turnén för Vi arbetar för livet pågå från oktober 1981 till oktober 1982 och visas på fem orter. Pressinformationen lovade också att utställningens konstnärer skulle finnas med på turnén för att träffa sin publik.

### 1981
- Sundsvall, sporthallens foajé och teaterfoajén 10/10-15/11
- Skellefteå, Nordanå museum 29/11-10/1

1982
- Gävle, länsmuseet 24/1-21/2
- Norrköping, stadsmuseet och Folkets hus 14/3-12/4
- Södertälje, Luna konsthall 25/9-21/10[24/10, enligt utställningskatalogen.][2]

## Reaktioner
Enligt Utställningsboken: exempel på förnyelse av ett medium, blev reaktionerna på Vi arbetar för livet blandade. Kritiker menade att utställningens budskap var ”alltför oklart och mångtydigt”.
”När man går ut i kamp måste man ha enkla och raka rör”, ansåg Sundsvalls-Tidningen. Texter efterlystes ofta, åtminstone stickord, lösenord... Sådana fanns visserligen i katalogen, men inte många besökare är tillräckligt nitiska för att gå omkring med den i handen.
Längre fram i Utställningsboken: exempel på förnyelse av ett medium:
Kvinnliga insändare i Gefle Dagblad: ”Upplevelsen, den stora, som ni talar om uteblev. Jag kände inte igen mig”. Kommunal kultursekreterare i Sundsvalls-Tidningen: ”Jag kan inte känna igen mig i förtryckarrollen... Männens upplevelser fattas, utställningen är halv...”/.../Å andra sidan möttes Vi arbetar för livet också med öppenhet och fördomsfri nyfikenhet. Många var mottagliga för det som faktiskt var den röda tråden, kvinnlig kreativitet över ett brett register.

## Ekonomi
Budgetförslaget angav en totalkostnad på 250 000 kronor för Vi arbetar för livet.
Kostnad för trycksaker (affischer och katalog): 16 310 kronor.